# Archilema achrosis
Archilema achrosis är en fjärilsart som beskrevs av George Francis Hampson 1918. Archilema achrosis ingår i släktet Archilema och familjen björnspinnare. Inga underarter finns listade i Catalogue of Life.